# Cumièrs
Cumièrs (en francès Cumiès) és un municipi de França de la regió d'Occitània, al departament de l'Aude